# Miquel Salvà Llompart
Miquel Salvà Llompart, es capellà Cànaves, nascut a Llucmajor, Mallorca, el 1855 i traspassat a Llucmajor el 1918, fou un gran pedagog, músic i afeccionat a l'arquitectura, escultura i dibuix, dugué a terme projectes d'arquitectura importants a Llucmajor.
El 1880 s'ordena prevere. Destacà com a consiliari del Cercle d'Obrers Catòlics i promogué el culte a Nostra Senyora de Gràcia. Executà els projectes de la primera església parroquial de s'Arenal de Llucmajor, de l'edifici de la seu del Foment Agrícola (actualment oficina de CaixaBank) a la plaça d'Espanya de Llucmajor, d'estil neogòtic (1908) i la capella del cementeri municipal, també d'estil neogòtic; a més dels oratoris de les possessions de Son Julià i es Pedregar, tots a Llucmajor.